# WINNT32
WINNT32 è il programma atto a preparare l'aggiornamento o l'installazione di una determinata versione di Windows NT, utilizzato fino a Windows XP.

## Prima di Windows 2000

WINNT32 per l'installazione di Windows NT 4.0

È possibile eseguire il programma solo da una versione di Windows NT e non da un sistema operativo basato su MS-DOS, per i quali è necessario eseguire la sua controparte a 16 bit chiamata WINNT. Si presenta con un'interfaccia abbastanza scarna, in cui appare scritto il percorso di origine di copia file.
Lo scopo del programma è quello di copiare i file di installazione di Windows NT nell'hard disk. Come impostazione predefinita è necessario creare i floppy disk di avvio per proseguire con l'installazione, perché il CD-ROM di Windows NT 3.x non è avviabile in quanto non era ancora stata definita la specifica El Torito e all'epoca non tutti i computer disponevano della possibilità di avviare il sistema da CD. La stessa cosa vale anche per Windows NT 4.0 (se eseguito da un sistema NT 3.x), malgrado il suo CD-ROM sia avviabile. È possibile copiare i file di avvio sull hard-disk, in modo da evitare la creazione dei dischi floppy, solo con lo switch da riga di comando /b.
Appena completata la copia dei file di installazione, viene avviata la parte testuale tipica delle installazioni di Windows NT. Qui è possibile scegliere se fare l'aggiornamento senza perdita di dati ed impostazioni oppure una nuova installazione con scelta della partizione. È possibile fare l'aggiornamento automatico, utilizzando lo switch /u. In questo caso non viene richiesto l'intervento dell'utente per tutta la durata dell'installazione, eccetto nella parte grafica quando viene richiesta la product key.
Data l'interfaccia scarna del programma, le impostazioni dell'installazione possono essere configurate solo da linea di comando attraverso appositi switch.

## Windows 2000, Windows XP e Windows Server 2003

WINNT32 per l'installazione di Windows 2000

Con Windows 2000 viene distribuita una versione migliorata di WINNT32, più intuitiva da utilizzare. La nuova versione si presenta come un wizard, identico a quello della parte grafica dell'installazione, in cui è possibile scegliere se fare l'aggiornamento oppure una nuova installazione. Al fine di automatizzare la procedura nel caso di aggiornamento, senza l'intervento dell'utente, viene chiesto di inserire la product key, per proseguire con l'installazione.
Una volta copiati i file di installazione, il PC viene riavviato e viene avviata la parte testuale dell'installazione, che, se viene scelto l'aggiornamento è completamente automatica, compresa la parte grafica. Se invece viene scelta la nuova installazione, la parte testuale continua a richiedere l'intervento dell'utente.
Questa nuova versione di WINNT32 è possibile eseguirla anche da un sistema Windows 9x, in quanto Windows 2000 è un aggiornamento anche per i sistemi basati su MS-DOS (pure Windows Me) oltre che per i sistemi Windows NT. Se eseguita da un sistema operativo Windows 9x, viene fatta anche un'analisi del sistema al fine di evidenziare le incompatibilità che possono scaturire dopo l'aggiornamento. Se invece viene eseguita da un sistema Windows NT non viene fatta tale analisi.
Da notare che, se, il programma viene eseguito da un sistema 9x, appare uno sfondo di colore blu in background, mentre se viene eseguito da un sistema NT non appare alcun sfondo.

### Modifiche introdotte con Windows XP
Con Windows XP viene distribuita la stessa versione di WINNT32, con però alcune modifiche. È stato introdotto uno sfondo più elaborato di colore azzurro, in cui sulla sinistra appaiono i vari passi dell'installazione (sulla falsariga dello sfondo dell'installazione di Windows 98 e ME). Le barre che indicano lo stato dell'installazione appaiono sullo parte sinistra dello sfondo e non più nell'interfaccia del wizard (sebbene queste pagine siano rimaste nel codice del programma: è possibile, infatti, visualizzarle escludendo lo sfondo modificando le risorse del file WINNT32U.DLL con un programma tipo Resource Hacker), con delle informazioni indicanti le nuove caratteristiche introdotte da XP.
La caratteristica più importante che è stata però inclusa con questa versione del programma è l'Aggiornamento dinamico. Si tratta di una funzionalita che consente di aggiornare i file di installazione con versioni recenti attraverso Internet.
Copiati i file di installazione, viene riavviato il PC come di consueto ed avviata la parte testuale dell'installazione. È stata però introdotta una novità: se viene eseguito l'aggiornamento al posto della consueta schermata blu, viene visualizzata una versione a 16 colori dello sfondo dell'installazione di Windows XP, al fine di garantire una continuità tra le varie fasi. Tale interfaccia è una bitmap, presente come risorsa nel file i386/usetup.exe (l'unità è quella del lettore CD), che è l'eseguibile che lancia la parte testuale dell'installazione. Eliminandola con un programma come Resource Hacker, è possibile visualizzare la classica schermata blu come accade con l'aggiornamento a Windows 2000.
Nel corso della parte testuale, prima della copia dei file di Windows, viene eseguito il backup dei file della precedente versione di Windows, visto che è stato introdotto il supporto alla disinstallazione per tornare alla precedente versione di Windows.
WINNT32 viene utilizzato anche per Windows Server 2003. L'unica differenza è che lo sfondo che viene visualizzato è di colore grigio anziché azzurro.

## La fine
Il programma WINNT32 è stato eliminato con Windows Vista, vista l'introduzione di un nuovo programma di installazione più rapido e intuituivo basato su WinPE.

## La controparte MS-DOS: WINNT
Nei sistemi MS-DOS e Windows 9x fino ad Windows NT 4.0, non è possibile eseguire il programma WINNT32, quindi è stata creata una versione eseguibile su questi sistemi, chiamata WINNT. Tale versione è completamente testuale (utilizza la stessa schermata blu della parte testuale dell'installazione), e si occupa solo della copia dei file di installazione. Nei sistemi Windows NT 3.x, l'esecuzione di questo programma è d'obbligo per eseguire una corretta installazione. WINNT si rivela utile per installare un sistema operativo Windows NT, avviando il PC con un disco di ripristino di Windows 95, Windows 98 o Windows Me.
Nell'intestazione di WINNT distribuito in Windows XP Home Edition, il sistema operativo viene chiamato erroneamente Windows XP Personal.